# روي لوكاس
روي لوكاس (بالإنجليزية: Roy Lucas)‏ هو مدير فني أمريكي، ولد في عقد 1940.